# Mostaroperatie

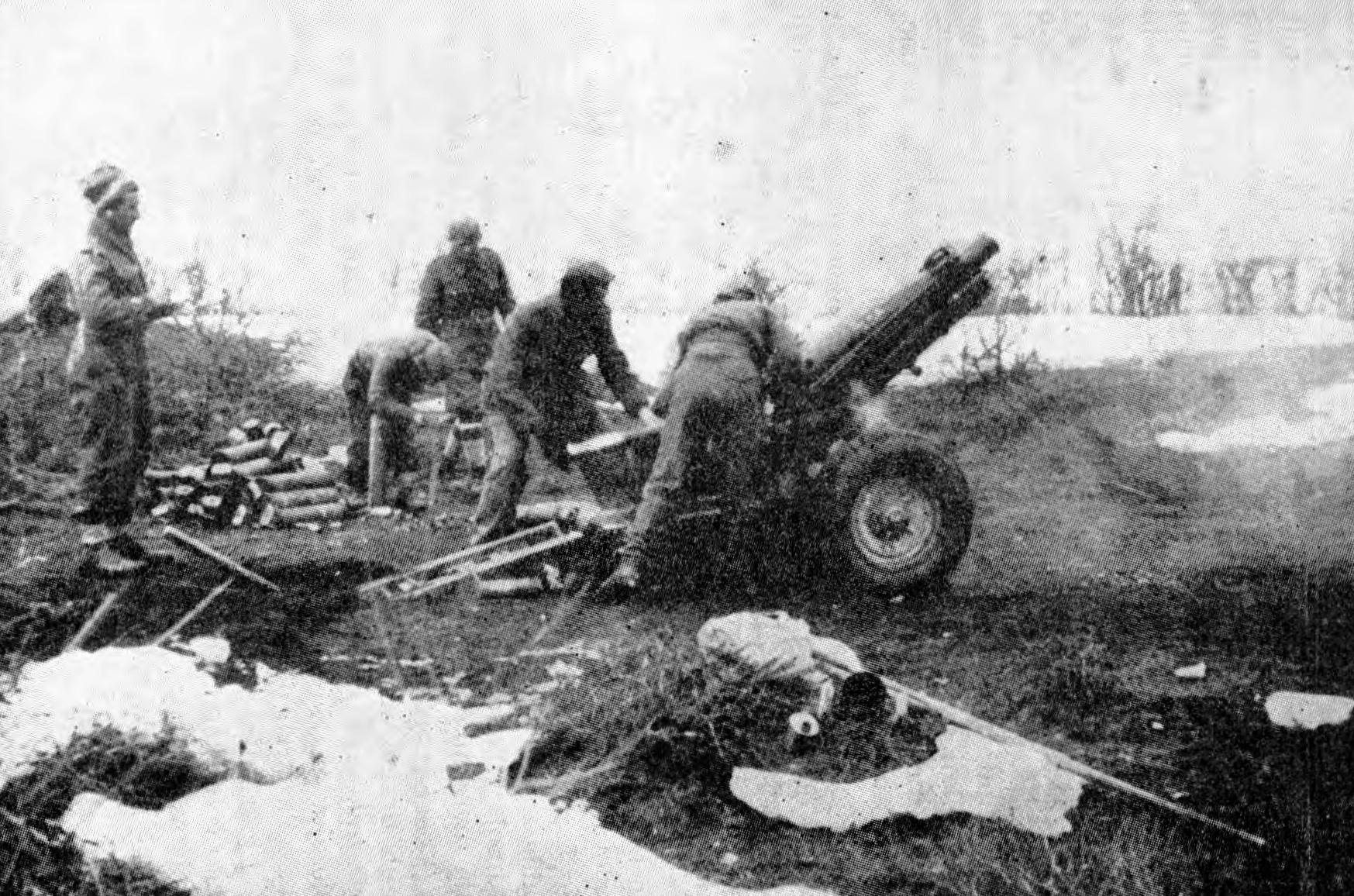
Berghouwitser 75 mm van het 8e Korps in actie tijdens de slag

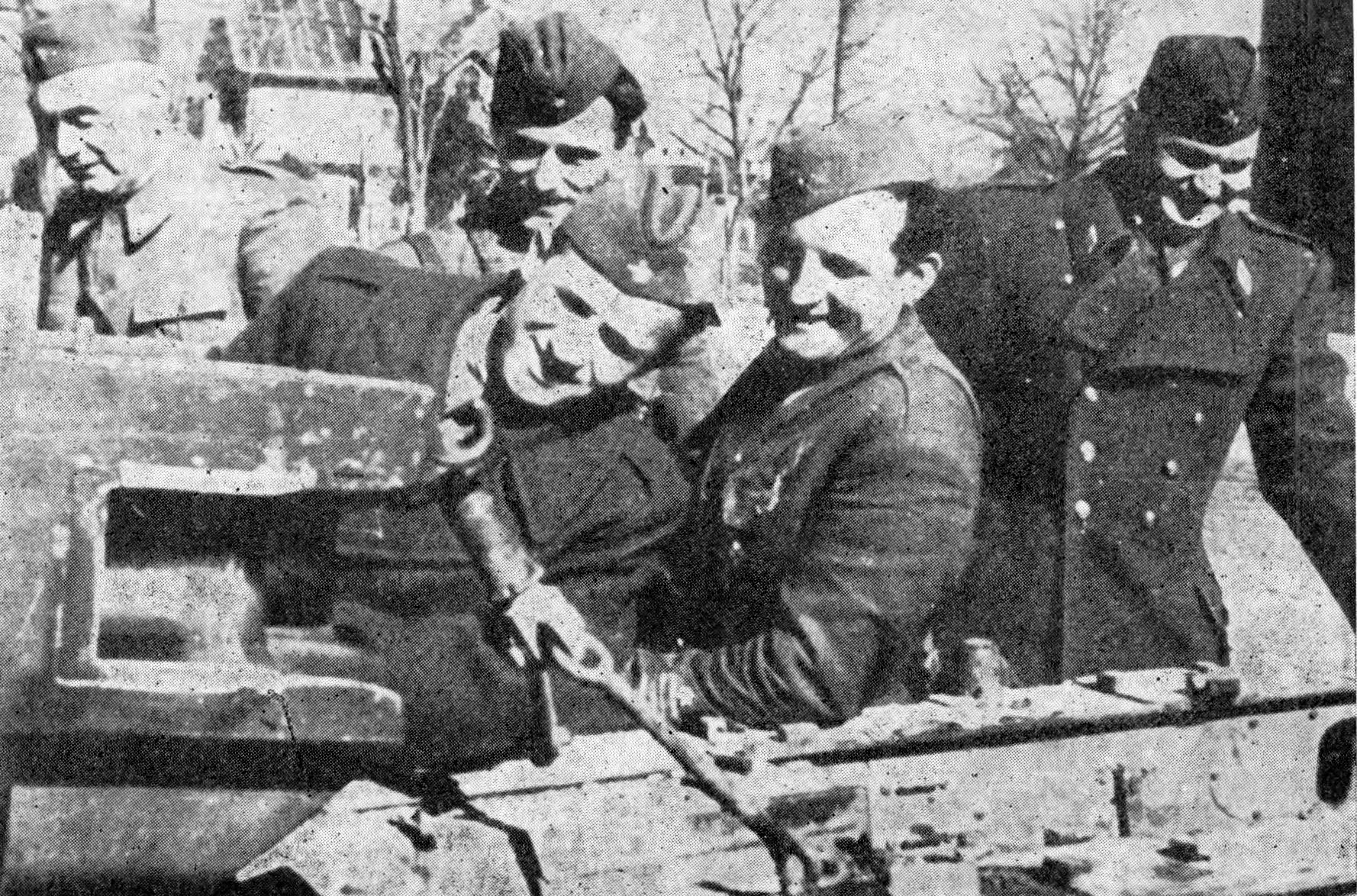
Partizanen-commandanten na de slag

De Mostaroperatie was een operatie van de Joegoslavische partizanen, specifiek van het 8e Dalmatische Korps, van 7 tot 15 februari 1945, met als doel het vernietigen van de Duits/Kroatische en Ustaša-eenheden in het gebied rond Mostar.

## Introductie
Na zware gevechten en verliezen tijdens de terugtrekking van de Dalmatische kust in Operatie Herbstgewitter (IV), bij Trebinje en in de Slag om de Vukov Klanac, trok de 369e (Kroatische) Infanteriedivisie (ook bekend als de "Duivels-Divisie") zich terug naar de lijn Lise—Mostar—Nevesinje. Deze terugtochtbewegingen vonden plaats van 24 tot 26 oktober 1944. Tegen februari 1945 was er nauwelijks iets veranderd. 
Eind december voerde de divisie nog een tweetal operaties uit (Heuschober en Mars) en eind januari 1945 nog twee (Schlageter en Bora) op de omringende partizanen-eenheden. Dit maakte duidelijk dat Mostar een gevaar bleef en de partizanen besloten deze dreiging weg te nemen. De al aanwezige 9e en 29e Dalmatische Divisies werden versterkt door de aanvoer van de 19e en 26e Dalmatische Divisies en de 1e Tankbrigade, dit alles onder bevel van het 8e Dalmatische Korps.
Mostar was voor de Duitse verdediging een strategisch punt. En ook was het de thuisbasis van de luchtmacht van de Onafhankelijke Staat Kroatië (NDH).

## Verloop van de strijd

### Aanval op de flanken en daarna op Mostar zelf
Op 7 februari 1945 voerde de 9e Divisie een aanval uit Široki Brijeg en veroverde dit bastion op de Duitsers en Kroaten. Na dit verlies werd de Duitse linie teruggebracht tot de onmiddellijke verdediging van de stad Mostar in het westen en zuiden. Het 370e Grenadierregiment, met delen van het 369e Panzerjäger Abteilung, bezette infanterieposities ten westen van de stad, en een artilleriepositie werd gevestigd op de Varda-heuvel, vijf kilometer ten zuiden van de stad. Het gebied tussen deze posities was opgevuld met elementen van de 9e Ustaša Bergdivisie. In deze posities werden gedurende vijf dagen wisselende gevechten gevoerd met een groot aantal beperkte penetraties en tegenaanvallen.
Het hoofdkwartier van het 8e Korps vaardigde op 12 februari een bevel uit om een totale aanval op Mostar te starten. Volgens het bevel moest de 29e Divisie Nevesinje bevrijden en de ring rond Mostar aan de oost- en noordoostzijde sluiten, de 19e Divisie zou het verzet vanuit het zuiden breken, de 26e Divisie vanuit het westen en de 9e Divisie vanuit het noorden, waardoor de vluchtroute naar Sarajevo zou worden afgesneden. De focus van de aanval lag op de actie van de 26e Divisie.
De aanval begon op 13 februari om 19.00 uur. Eenheden van de 9e, 19e en 26e Divisies rukten systematisch op, braken het aanhoudende verzet van de Duitsers en Kroaten en vernietigden de verzetspunten een voor een. De Duitsers en Kroaten leden grote verliezen. Naast talloze soldaten kwam de commandant van het 2de bataljon van het 370e Regiment, Hauptman Hampel, om het leven. Hij werd vervangen door Oberleutnant Mattiba, die vervolgens ook omkwam. De partizanen veroverden Nevesinje in de nacht van 13 op 14 februari, nadat de Duitse eenheden deze plaats ontruimd hadden met het oog op de partizanen-overmacht en op Mostar terugtrokken.
Op 14 februari verplaatsten zich de gevechten naar de stad zelf. Tijdens zijn inname van het westelijke deel van de stad kwam ook de commandant van het 370e Regiment, Major Becker, om het leven. In de loop van de middag werden de Duitsers uit het westelijke deel van de stad verdreven, waarbij alleen het meest oostelijke deel van de brug werd behouden om troepen uit Nevesinje, Buna en Blagaj de gelegenheid te geven zich terug te trekken. Aanvallen door de 1e, 6e en 11e Dalmatische Brigades om 18.00 uur liquideerden dit bruggenhoofd ge en pogingen om de Neretva-bruggen te vernietigen werden voorkomen. Zo werd Mostar bevrijd.

### Oorlogsmisdaden
Bij het binnenkomen van de stad haalden de partizanen zeven Franciscanen, waaronder het hoofd van de Franciscaanse provincie Herzegovina Leo Petrović, uit de kerk van St. Peter en Paul en executeerden ze. Hun lichamen werden vervolgens in de rivier de Neretva gedumpt.

## Nasleep en verliezen
Vanuit Sarajevo had het 359e Grenadierregiment van de 181e Infanteriedivisie nog een ontzettingspoging gewaagd, maar die was door partizanen afgeslagen.
De 369e (Kroatische) Infanteriedivisie leed zware verliezen. In de dagen na de slag trokken de resten van de divisie door het Neretva-dal naar het noorden, naar Konjic (zo’n 40 km zuidwestelijk van Sarajevo) en richten zich daar weer in ter verdediging. Het 369e Grenadierregiment had zulke zware verliezen geleden dat het moest worden opgeheven. De resten werden opgenomen in het 370e Grenadierregiment. Volgens opgaven van de partizanen verloren de Duitsers en hun bondgenoten 5558 doden, een onbekend aantal gewonden en 1314 gevangenen.
Eenheden van het 8e Korps hadden 515 doden en 1600 gewonden en 336 vermisten te betreuren. 

## Slagorde

### As-troepen
- 21e Bergkorps (General der Infanterie Ernst von Leyser)
  - 369e (Kroatische) Infanteriedivisie (Generalmajor Georg Reinicke)
    - Grenadierregiment 369 (kroatisch)
    - Grenadierregiment 370 (kroatisch)
    - Artillerieregiment 369

  - Heeres-Küsten-Artillerie-Regiment 649
  - Festung-Bataillon 909
  - 9e Ustaša Bergdivisie
  - 49e Zwarthemden-legioen San Marco

### NOVJ

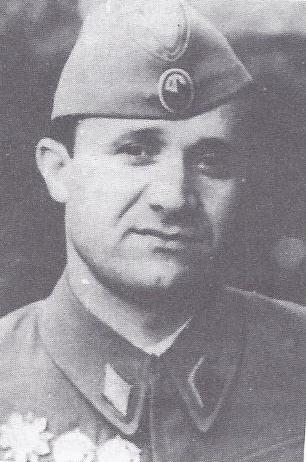
Generaal Petar Drapšin

- 8e Dalmatische Korps (Major General Petar Drapšin)
  - 9e Dalmatische Divisie (Lieutenant-Colonel Ljubo Truta)
  - 19e Dalmatische Divisie (Lieutenant-Colonel Stanko Parmač)
  - 26e Dalmatische Divisie (Colonel Božo Božović)
  - 29e Dalmatische Divisie (Major General Vlado Šegrt)
  - 1e Tank Brigade (Lieutenant-Colonel Periša Grujić)